# Ново (Богородський міський округ)
Но́во (рос. Ново) — присілок у складі Богородського міського округу Московської області, Росія.

## Населення
Населення — 96 осіб (2010; 102 у 2002).
Національний склад (станом на 2002 рік):
- росіяни — 100 %